# 야마시타 유토
야마시타 유토(일본어: 山下 優人, 1996년 5월 24일~)는 일본의 축구 선수이다.

## 구단 경력
그는 2019년 일본 지역 리그의 이와키 FC에 입단했다. 2020년부터 일본 풋볼 리그로 승격했다. 2021년 일본 풋볼 리그 우승으로 J3리그로 승격했다. 2022년 J3리그 우승으로 J2리그로 승격했다.